# Hanne Krogh
Hanne Krogh (Haugesund, 24 gennaio 1956) è una cantante norvegese.
Ha rappresentato la Norvegia all'Eurovision Song Contest 1971.
Ha partecipato e vinto l'Eurovision Song Contest 1985 come membro del gruppo Bobbysocks, duo musicale composto con Elisabeth Andreassen.
Ha nuovamente partecipato alla competizione canora europea nell'edizione del 1991 come componente del gruppo Just 4 Fun sempre in rappresentanza della Norvegia.